# Trichosteleum elegantulum
Trichosteleum elegantulum là một loài rêu trong họ Sematophyllaceae. Loài này được Broth. & Watts mô tả khoa học đầu tiên năm 1918.